# Mobile Daughter Card
A Mobile Daughter Card, também conhecida como MDC ou CDC (Communications Daughter Card), é uma versão para placas-mãe de notebooks do slot AMR encontrado em alguns PCs. Foi projetada para conectar placas de rede (EDC), modem (MDC) ou Bluetooth (BDC).